# 캘리스타 플록하트
캘리스타 플록하트(Calista Flockhart, 1964년 11월 11일 ~ )는 미국의 배우이다.

## 출연 작품
- 한 여름 밤의 꿈